# Barrière de ville

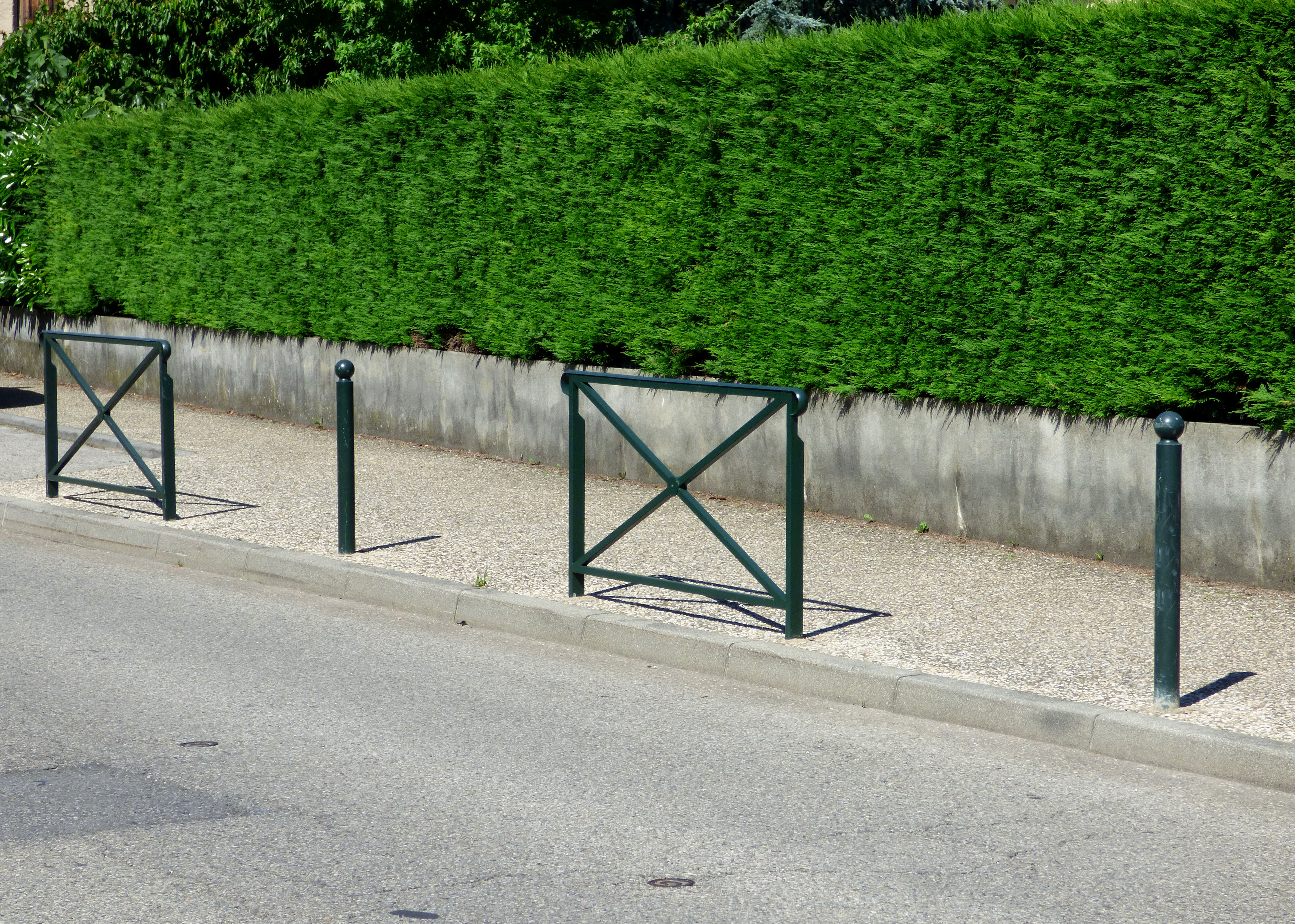
Des barrières de ville et potelets sur un trottoir.

Une barrière de ville (ou barrière de trottoir voire barrière Croix de Saint-André) est une barrière permanente généralement scellée sur un trottoir ou un espace piétonnier, destinée à distinguer, rendre lisible voire contenir un flux de circulation donné. 
Elles sont généralement complétées par des potelets dans le cadre de l'aménagement de la voirie.

## Différents types de barrières
Les barrières peuvent ponctuellement prendre des formes mais surtout couleurs différentes, suivant la volonté d'intégration dans l’espace public (en lien avec la couleur du support de lampadaires, poteaux de signalisation, entre autres). Ainsi, elles peuvent participer à améliorer la mise en valeur d'un espace urbain.

## Usages
Il s'agit d'un élément d'agrément et de sécurité de la voirie, utilisé en tant que mobilier urbain pour :
- accompagner un cheminement piétonnier ;
- distinguer et séparer un espace dangereux ou des voies de circulation ;
- mettre en valeur et enrichir un espace ;
- empêcher le stationnement sur un trottoir.

Des critiques négatives peuvent être soulevées : perte d’espace, création d'un mur (d'où l'intérêt d'alterner potelets et barrières de ville), vitesse excessive des automobilistes car sentiment de sécurité, etc.